# Veľká Litvorová veža
Veľká Litvorová veža je štít ve střední části severního hřebene Zadního Gerlachovského štítu, mezi Lavínovým sedlem (Lavínovou vežou) a Gerlachovskou lávkou (Malou Litvorovou vežou). 

## Název
Název je odvozen od polohy nad Litvorovou dolinou. Litvor je populární jméno vzácného reliktu doby ledové, anděliky lékařské (Archangelica officinalis Hoffm.). Roste v kosodřevinovém pásmu Vysokých Tater. Kdysi bohaté naleziště anděliky ve Vysokých Tatrách poškodili kořenáři, kteří z nich připravovali léčivé extrakty proti devíti „nemocem“. Polské pojmenování Wyżnia Wysoka Gerlachowska je odvozeno od starého jména hory Bradavice: Vysoká. 

## Prvovýstupy
- G. Horváth a Johann Hunsdorfer starší, 5. srpna 1905 - v létě
- Pavel Krupinský a Matthias Nitsch, 22. března 1936 - v zimě

## Pěší turistika
Štít je přístupný pouze s horským vůdcem.